# Kleingewässer westlich Werlberge
Die Kleingewässer westlich Werlberge sind ein FFH-Gebiet in der Gemeinde Burgstall im Landkreis Börde in Sachsen-Anhalt.

## Allgemeines
Das FFH-Gebiet ist circa 53 Hektar groß (beim Bundesamt für Naturschutz ist die Größe mit 49 Hektar angegeben). Es ist durch die Landesverordnung zur Unterschutzstellung der Natura 2000-Gebiete im Land Sachsen-Anhalt (N2000-LVO LSA) seit dem 21. Dezember 2018 rechtlich gesichert. Zuständige untere Naturschutzbehörde ist der Landkreis Börde.

## Beschreibung
Das FFH-Gebiet liegt nördlich von Tangerhütte. Es umfasst zwei in einem Waldgebiet liegende Heideweiher. Hier siedeln unter anderem Knöterich- und Schwimmendes Laichkraut. Die Weiher sind von einem Saum aus Torfmoosen, Blasensegge, Gewöhnlicher Wassernabel und Flatterbinse umgeben. Nur kleinflächig sind auch Heiden ausgebildet. In der Krautschicht der die Weiher umgebene Wälder siedeln Drahtschmiele, Heidelbeere, Behaarte Hainsimse, Echter Ehrenpreis, Weiches Honiggras, Rotstraußgras, Pillensegge, Sandsegge, Behaarte Segge und Hasenpfotensegge.
Die Weiher beherbergen Kammmolch, Moorfrosch und Kleinen Wasserfrosch. Auch die Große Moosjungfer ist hier heimisch. Die Wälder beherbergen Vorkommen von Hirschkäfer, Großer Eichenbock und Eremit. Das Gebiet ist Lebensraum und Nahrungshabitat verschiedener Fledermäuse, darunter Mopsfledermaus, Bechsteinfledermaus, Fransenfledermaus, Zwergfledermaus sowie Großer und Kleiner Abendsegler.